# トラックバック
トラックバック (英語: Trackback) とは、ブログの主要機能の一つ。あるブログの記事に、自身のブログへのリンクを作成する機能のこと。またトラックバック機能を利用する行為自体を指すこともあり、その場合は「トラックバックする」と表現される。
Six Apart社のブログツールMovable Typeで実装され、プロトコルとともに公開された。その後、他のブログツールでも次第に導入されるようになり、現在はブログ以外にも、wikiや電子掲示板などのウェブページにも実装されている。

## 概要
一般的にトラックバックとは、他人のブログの記事の内容を引用・参照した時、あるいは他人のブログの記事が自身のブログの記事と関連性のある話題を書いている場合などに、自身のブログの記事が引用・参照したことや関連性があることを通知する目的で行なわれるものである。
この機能を利用するためには、自分のウェブサイトがトラックバックを送信でき、かつ相手のウェブサイトがトラックバックを受信できる必要がある。自身のウェブページのリンクや、概要を載せたい相手のウェブページのトラックバックURLをコピーし、自身のウェブページからトラックバックPingを送信する方式が多い。
トラックバック機能が出現する以前も、コメント欄や掲示板などに書き込んで、他人のウェブサイトにリンクを張ったり、自分のウェブサイトの概要をまとめて通知することはできた。しかしトラックバックの機能は、そのようなやり方に比べて、かなり簡単にそれらと同じ結果が得られる点が、非常に画期的であった。
トラックバックは、当初はブログで使われるものだったが、次第にブログ以外にも、Wikiやニュースサイト、掲示板などでも利用されるようになった。
ブログの世界では、トラックバックに関するサービスがいくつか存在する。そのなかでも、自分のブログをより多くの人に見てもらうための様々なサービスがウェブには存在している。しかし、不必要であったり、スパム目的でもトラックバックを書き込むことができるのが欠点であり、これは後述する「トラックバックスパム」と呼ばれる。トラックバックスパムの問題から、ブログ管理者が承認しないとトラックバックの結果を表示しない設定が可能なブログもある。

### プロトコル
トラックバックに使用されるプロトコルは、RESTアーキテクチャを採用している。また送信にはHTTPのPOSTメソッドが、返信にはXMLメッセージが使用される。
トラックバックする側の記事（参照する側の記事）のページから、トラックバックされる対象である記事（参照される側の記事）へ送信されるリクエストは「トラックバックPing」と呼ばれる。この際に、トラックバックされる対象である記事（参照される側の記事）を指定するために使われるURLは、「トラックバックURL」あるいは「トラックバックPing URL」と呼ばれる。

### トラックバックサービス
トラックバックサービスは、ブログを更新するたびに特定のサイトにトラックバックを送ることで、自分のブログを宣伝し注目度を高める効果を期待でき、SEOにもなる。これらのサービスの中には、ランキングシステムやカテゴリごとにトラックバックPing送信指定を導入しているところもあり、それによってさらにブログの宣伝をする効果を期待することができる。
特定の話題ごとにトラックバック送信先を用意し、その話題に関するブログ記事をリンクして、一種のコミュニティを構成するようなサービスもある。また、トラックバックスパムを減らすために登録制にして、トラックバック送信先URLをブログごとに異なるものに変えているサービスも存在する。

## 問題点

### トラックバックスパム
コンテンツの中身を参照せずに、無作為もしくは機械的な手順によってトラックバックをする行為。「迷惑トラックバック」ともいう。トラックバックスパムを行なっているウェブサイトは、アダルトサイトや商品販売を目的としているサイト、アフィリエイトの効果を高めるために行なっているサイトなど、様々である。

#### 対策
トラックバックスパム対策として、様々な機能が出現している。例を挙げると、下記のようなものがある。
- ブログの管理者が承認しない限り、トラックバックの結果を表示させない。
- DNSブラックリストやURLブラックリストに載っているトラックバックを禁止する。
- 特定のURLからのトラックバックを禁止する。
- 特定のIPアドレスからのトラックバックを禁止する。
- 特定のキーワードを含むトラックバックを禁止する。
- シングルバイト文字（半角英数字）のみのトラックバックを禁止する。日本語や中国語などのマルチバイト文字によるスパムには無力である。
- URLを自動リンクしないか、してもrel=nofollowしておく。
- 自動トラックバック用のURLを記述しない（当然自動トラックバックできなくなる）。
- 各種ブログサービスやブログツールが提供するブラックリストプラグインを使用して、スパムを自動的にスパムリストに移動し、トラックバックの結果表示を保留する（例: Movable TypeのMTBlackListプラグインなど）。

大量にトラックバックを送ってくるウェブサイトなどに対しては、ブログサービスを提供している会社がまとめて受信拒否したり、あるいはそのウェブサイトからのトラックバックを削除する場合もある。
受信側ではなく送信側への対策として、以下のようなものが考えられる。
- 誘導先サイト／ページのホスティング運営者に通報
- トラックバック発信元ISPに通報
- アフィリエイトASPに通報

#### トラックバックの衰退
しかし依然としてトラックバックスパムの問題は重く、またインターネットにおける交流や情報発信の場がブログからSNSに移り変わるようになった2010年頃からは、習慣としてのトラックバックに陰りが見えはじめた。
日本では、以下のブログサービスがトラックバック機能を廃止した。その中には、トラックバックスパムの増加および、機能の利用減少を廃止の理由として挙げているものもある。
- 忍者ブログ（2011年廃止、利用者減少・スパム増加のため）[1]
- 楽天ブログ（2011年に受信機能廃止、スパム増加のため）[2]
- アメーバブログ（2012年廃止）[3]
- ライブドアブログ（2017年廃止、利用者減少・スパム増加のため）[4]
- gooブログ（2017年廃止、利用者減少・スパム増加のため）[5]
- Seesaaブログ（2017年廃止）[6]
- SSブログ（2017年廃止）[7]
- ココログ（2019年廃止、利用者減少・スパム増加のため）[8]
- JUGEM（2019年廃止）[9]
- はてなダイアリー（2019年サービス終了、後継サービスのはてなブログには機能を備えず）

2021年現在では、トラックバック機能を備えないか、無効にしたブログサービスが主流となっている。しかし完全になくなったわけではなく、たとえばFC2ブログでは、トラックバック機能を提供し続けているだけでなく、トラックバック利用促進のため、週替わりのテーマでトラックバックを公募する公式ブログを2021年現在でも継続している。ただしFC2ブログでも、ブログ管理者側の設定でトラックバック受信を無効にすることは可能である。

### 文字化け
その他にも、トラックバックの文字コードが、送信先ブログシステムのそれと一致しないため、文字化けが起きるといった問題がある。例として、トラックバック送信側のブログがEUC-JPなのに対し、受信先のブログはUTF-8を用いているため、文字が判読不能になるといったケースが該当する。